# 타이완 시도 제102호선
타이완 시도 제102호선(중국어: 市道102號)은 지룽시 정부 청사 앞에서 신베이시 솽시구를 이어주는 타이완의 현도로, 총 연장은 41.031 km이다. 다만 예전에는 신베이시 궁랴오구에도 구간이 존재하였다.

## 통과하는 지자체
- 지룽시 : 중정구, 신이구
- 신베이시 : 루이팡구, 솽시구

## 접촉하는 도로
- 타이완 성도 제2호선(중국어판)
- 시도 제102호 갑선
- 성도 제2호 정선
- 성도 제2호 병선

## 연선
- 진과스
- 지우펀 가도[1]

## 지선
타이완 시도 제102호 갑선은 1951년 국군공병부대가 건설되었고, 1961년 도로망이 완성되었다. 그러나 2001년에는 노선이 개편되면서 솽시와 궁랴오 사이의 구간으로 축소되면서 솽시와 후롱 사이의 구간으로 축소, 오늘에 이르고 있으며, 총 연장은 9.465 km이다.

### 통과하는 지자체
- 신베이시 : 솽시구, 궁랴오구

### 통과하는 도로
- 시도 제102호선
- 성도 제2호선